# Cered
Cered es un pueblo ubicado en el condado de Nógrád, Hungría.

## Superficie
Posee una superficie de 38,58 kilómetros cuadrados.

## Demografía
Hasta 2021 la población era de 1051 habitantes, con una densidad de población de 27,24 habitantes por kilómetro cuadrado.